# Frida Boccara

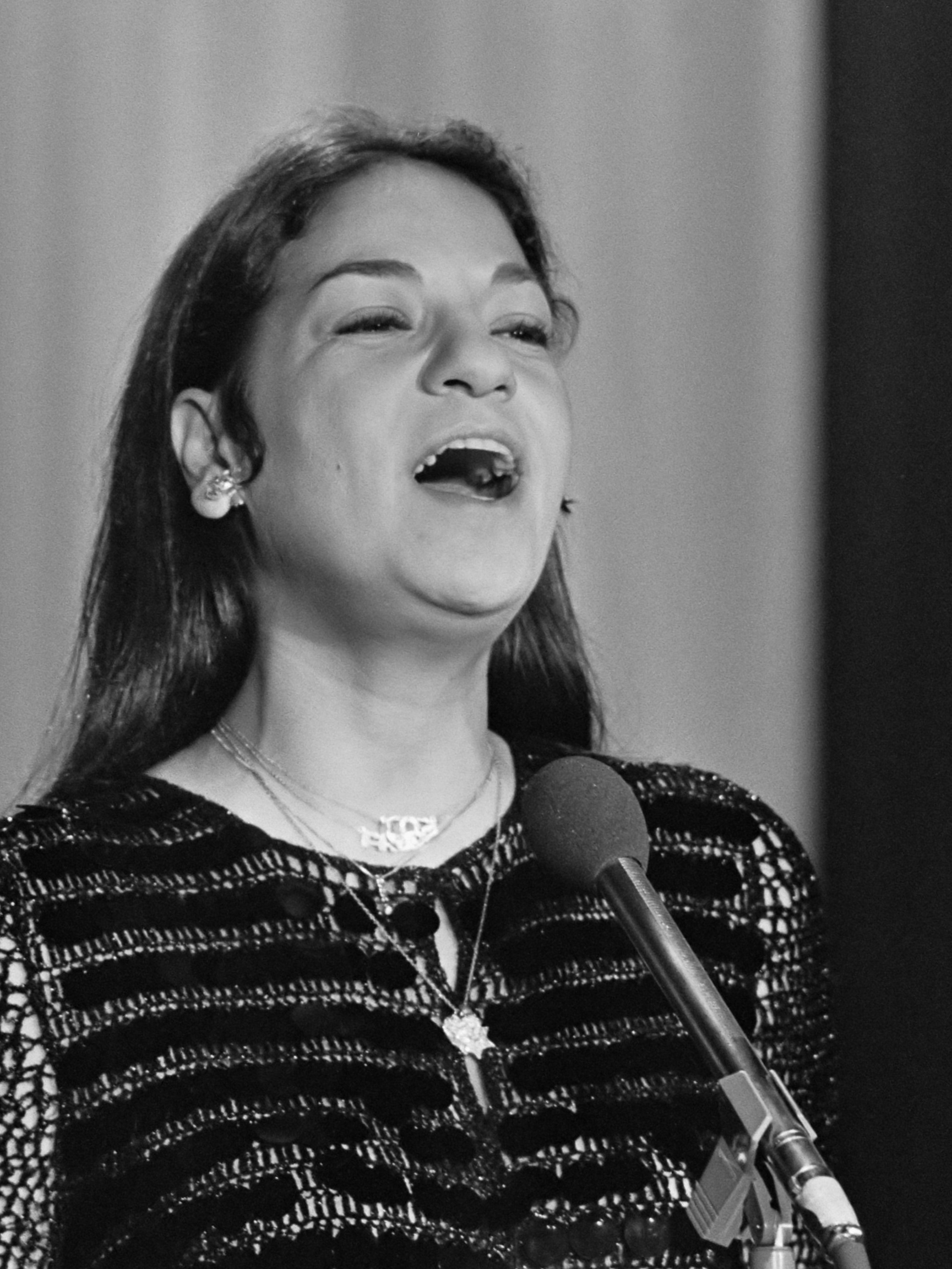
Frida Boccara (1975)

Frida Boccara (29. října 1940, Casablanca, Maroko – 1. srpna 1996, Paříž, Francie) byla francouzská zpěvačka židovského původu.
První úspěch slavila v roce 1960 na festivalu Rose d'Or v Antibes. V roce 1969 vyhrála Eurovision Song Contest se šansonem „Un jour, un enfant“. O vítězství se dělila se třemi dalšími zpěvačkami. Kromě Francie se těšila velké popularitě především ve Španělsku.
Zemřela na zápal plic. Je pohřbena na židovském hřbitově v Bagneux.